# Абдикадиров, Тулеубек Абдикадирович
Тулеубек Абдикадирович Абдикадиров (каз. Төлеубек Әбдіқадырұлы Әбдіқадыров; 8 февраля 1940 года — 8 октября 2009 года) — кандидат экономических наук, первый Министр финансов Республики Казахстан.

## Биография
Родился 8 февраля 1940 года в селе Канака Гиссарского района Ленинабадской области Таджикской ССР в семье потомственного чабана, рода Жагалбайлы, Младшего Жуза.
В 1956 году окончил среднюю школу имени И. В. Сталина в городе Чулактау. Поступил в Казахский государственный университет имени С. М. Кирова, который окончил в 1961 году с отличием, получил специальность экономиста.
В 1961 году начинает трудовую деятельность старшим экономистом комбината «Каратау». Затем работает контролёром-ревизором по Таласскому и Сарысускому районам.
В 1964 году — заведующий городского финансового отдела города Каратау.
В 1967 году — заведующий Меркенского финансового отдела
В 1971 году — заместитель заведующего Джамбульского областного финансового отдела.
В 1973 году — заместитель заведующего Алма-Атинского городского финансового отдела — Начальник бюджетного отдела
В 1977 году — заведующий Алма-Атинского городского финансового отдела.
В 1990 году — первый заместитель председателя Алма-Атинского исполкома Совета народных депутатов
В 1990—1991 годах — министр финансов Казахской ССР.
В 1991—1992 годах — первый министр финансов Республики Казахстан.
В ноябре 1992 года перешёл на должность начальника Алма-Атинского городского финансового управления.
Скончался 8 октября 2009 года, похоронен на Кенсайском кладбище.

### Память
11 декабря 2015 года торжественно открыта мемориальная доска Т.А. Абдикадирову по адресу ул. Жибек жолы 32, угол улицы Абдуллиных.